# 云南省第一人民医院
云南省第一人民医院，是云南省昆明市的一所公立医院，为云南省卫生健康委所属事业单位。医院加挂昆华医院、云南省血液病医院牌子。医院为三级甲等综合医院，院址位于昆明市西山区金碧路，临近昆明城市地标金马碧鸡坊。

## 历史
1932年（民国21年）6月，时任云南省主席龙云的夫人李培莲因难产逝世，留下了盼望建省立医院的遗言。10月，省政府作出成立省医院决议，预算国币10万元，其中5万元按龙云夫人李培莲生前遗愿，变卖其首饰等遗物筹措。次年6月医院动工，并定名为“云南省立昆华医院”。医院门诊部于1938年3月先行开诊，随后开工建设住院部。至民国28年（1939年）4月，医院正式成立。建院时有病房41间，病床128张。中华人民共和国成立后，医院由云南省人民政府接管，更名云南省昆华医院。1958年改称云南省第一人民医院。
2011年12月，云南省第一人民医院成为昆明理工大学附属医院。

## 现状
云南省第一人民医院集医疗、科研、教学和急救救援、涉外医疗服务为一体，拥有职工4400余人。开设临床医技科室64个，其中国家、省级重点专科25个。医院现有编制床位2000张，年总诊疗人次379万余人次。
2021年，云南省第一人民医院在国家卫健委三级公立医院绩效考核中连续两年蝉连全省第一，并进入全国100强。

## 负面事件
2023年7月13日，云南省第一人民医院原院长王天朝因受贿罪，一审被判处无期徒刑，剥夺政治权利终身，并处没收个人全部财产。王天朝于2004年至2014年间担任云南省第一人民医院党委书记、院长，期间为其他单位和个人在医院建设、药品和医疗设备采购、人事任免等方面提供帮助，收受贿赂财物折合人民币11632.22万元及美元8万元。